# Хитклифф (мультсериал, 1984)
Хитклифф (англ. Heathcliff & the Catillac Cats) — американский комедийный мультсериал 1984 года, рассказывающий о приключениях рыжего кота Хитклиффа и кошачьей банды «Катиллак Коты», возглавляемой жёлтым котом Риф-Рафом. Окончен в 1987 году, всего было создано два сезона.

## Сюжет
Каждая серия сериала поделена на две части. В первой рассказывается о Хитклиффе, во второй — о «Кадиллак Котах».

### История Хитклиффа
Хитклифф, пожалуй, наиболее неугомонный рыжий кот в мире. Вместо того чтобы сидеть себе в теплом уголке или мурлыкать у хозяина на коленях, он ищет приключений на свою рыжую мохнатую голову! Домашняя жизнь не для Хитклиффа. Ему просто необходимо все время ввязываться в невероятные истории и что-то кому-то доказывать. И не просто кому-то, а симпатичной пушистой кошечке Соне. Именно за её сердце Хитклифф ежедневно борется с местными знаменитостями и заезжими котами-ловеласами. При этом кроме красавцев на его пути к мечте о любви с Соней встречаются и обычные дворовые коты.

### История Риф-Рафа
Риф-Раф — лидер «Кадиллак Котов», носит восьмиклинку козырьком назад и бледно-голубой шарф. Его банда так называется потому, что они живут в автомобиле марки Кадиллак, выброшенном на свалку (хотя он ещё в рабочем состоянии; видимо, был отремонтирован и даже превращён в автомобиль-трансформер). Члены банды: Очень сильный , но  глупый тёмно  – серый кот  Мунго , который одет в красную майку и носит красную шапочку . Поэт на роликах – белый кот  Ворцворт , который также носит жёлтые наушники и очки с бирюзовыми стёклами (он постоянно говорит стихами)
сиамский кот шутник Гектор, который носит голубую ленту вокруг головы, голубой воротник и сиреневый галстук . Они постоянно 
ищут   способ добыть еду, либо конфликтуют с псом-сторожем Лероем. У Риф – Рафа есть подружка - кошечка – красавица Клео , которая носит розовые гетры. Риф - Раф пытается угодить ей подарками .
У Клео спокойная, собранная и уравновешенная позиция. Она очень заботливая и верная .

## Дубляж
Роли дублировали:
- Николай Буров — Хитклифф, Риф-Раф, Ворцворт, Мунго
- Александр Баргман — Гектор
- Светлана Шейченко — Соня, Клео